# Walter Heess
Walter Heess, född 30 december 1901 i Ludwigsburg, dödförklarad 2 december 1951, var en tysk kemist och SS-Standartenführer. Han var under andra världskriget chef för Kriminaltechnisches Institut der Sicherheitspolizei (Säkerhetspolisens kriminaltekniska institut), som utgjorde avdelning V, sektion D inom Reichssicherheitshauptamt (RSHA), Nazitysklands säkerhetsministerium.

## Biografi
Heess avlade år 1925 doktorsexamen i ingenjörsvetenskap. Kort efter Adolf Hitlers maktövertagande 1933 gick han med i Nationalsocialistiska tyska arbetarepartiet (NSDAP) och Sturmabteilung (SA). Han var från 1939 chef för Kriminaltekniska institutet inom RSHA, där hans närmast överordnade var Arthur Nebe. Samma år inträdde han i SS.
Tillsammans med bland andra Walter Rauff, Albert Widmann och Friedrich Pradel utvecklade Heess prototyper för gasvagnar, vilka användes för att döda sovjetiska krigsfångar, judar och romer. I slutet av oktober eller i början av november 1941 ägde en första provgasning rum i koncentrationslägret Sachsenhausen. Fyrtio nakna sovjetiska krigsfångar stängdes in i en gasvagn. Efter tjugo minuter öppnades lastutrymmet och de döda kropparna brändes i lägrets krematorium. Firma Gaubschat i Berlin-Neukölln gavs i uppdrag att konstruera trettio gasvagnar.